# Beaver (Utah)
Beaver é uma cidade localizada no estado norte-americano de Utah, no Condado de Beaver.

## Demografia
Segundo o censo norte-americano de 2000, a sua população era de 2454 habitantes. 
Em 2006, foi estimada uma população de 2631, um aumento de 177 (7,2%).

## Geografia
De acordo com o United States Census Bureau tem uma área de 11,9 km². Beaver localiza-se a aproximadamente 282 m acima do nível do mar.

## Localidades na vizinhança
O diagrama seguinte representa as localidades num raio de 40 km ao redor de Beaver. 